# Обухівка (селище)
Обухівка (у 1938—2016 роках — Кіровське) — селище Дніпровського району Дніпропетровської області. Центр Обухівської селищної громади.

## Географія та розташування
Обухівка розташована в центральній частині Дніпропетровської області на лівому березі Дніпровського водосховища на Дніпрі. Неподалік Обухівки лежить місце впадіння нового русла річки Оріль у Дніпро. Зі сходу до Обухівки впритул прилягають лівобережні околиці міста Дніпра. На східній околиці з озера Чередниченкове витікає річка Шпакова. На півночі межує із селом Горянівське.
Обухівка розташована у фізико-географічній зоні Придніпровська низовина. Висота над рівнем моря у селищі — 50—55 метрів.
Довкола селища є Протовчанські озера. На захід від Обухівки лежать землі Дніпровсько-Орільського природного заповідника.

## Історія
На території Обухівки досліджено кілька поселень доби бронзи, катакомбної та зрубної культур (кінець ІІІ — початок І тисячоліття до н. е.).
Засноване в другій половині XVIII століття. Перша назва поселення Обухівка, за неофіційними даними, походить від прізвища першого поселенця — козака Андрія Обуха.
Після утворення Катеринославської губернії Обухівка ввійшла до складу Кам'янської волості Новомосковського повіту. У 1886 році тут мешкало 1930 осіб з 351 господарським подвір'ям, було 3 магазини, церква.
У перші роки радянської влади в Обухівці, як і у всій країні, пройшла колективізація. Станом на 1925 рік у селі мешкало 5246 жителів, проводилось два ярмарки, було дві школи, хата-читальня. Обухівка входила до складу Кам'янського району Катеринославської округи.
У 1938 році, за рішенням загальних зборів селян Обухівки, вирішено перейменувати село на Кіровське на честь радянського державного діяча Сергія Кірова. Згодом до селища приєднали придніпровське село Сугаківка. Обухівка увійшла до складу новоутвореного Дніпропетровського району.
Після Другої світової війни Кіровське отримало статус селища міського типу. Тут була центральна садиба Дніпропетровської птахофабрики. У другій половині 20 століття у Кіровському побудовано понад 1200 нових житлових будинків, Палац культури, дві бібліотеки, лікарську амбулаторію.
Деякий час Обухівка підпорядковувалася Дніпропетровській міській раді, з 1965 року, після відновлення Дніпропетровського району, знову входить до нього.
18 жовтня 2023 Році у селищі росіяни на несли ракетний удар по приватному будинку
18 жовтня 2023 року росіяни нанесли ракетний удар по приватному будинку в селищі, загинула жінка.

## Сучасність
Більшість населення Обухівки, яке має роботу (90 %), працює в місті Дніпро.
У селищі є дві середні загальноосвітні школи, дві амбулаторії загальної практики — сімейної медицини, будинок культури.
Дитячий садок, збудований у 2018 році, у лютому 2020 року номінований організаторами конкурсу Mies van der Rohe Award на премію ЄС у галузі сучасної архітектури.
Обухівка відіграє роль «дачного селища» та місця відпочинку для жителів міста Дніпра, оскільки за часів радянської влади тут розміщено багато дач і баз відпочинку (в основному для оздоровлення робітників місцевих заводів та фабрик).
У 2017 році в Обухівці створено громадську організацію «Дитячий туристичний клуб «БАФ», якій об'єднав понад 100 активних громадян селища. У 2018 році в Обухівці створено «Молодіжний центр А.Т.О.М.», центр є майданчиком для зустрічей активної молоді селища

## Герб
Герб є промовистим, оскільки орлан сидить на обусі пернача. Орлан і пернач є свідченням давніх козацьких традицій і пов'язані з символом Орільської полкової паланки, на території громади річка Оріль впадає у Дніпро. Орлан — символ свободи та благородства. Три зірки означають сходження тут меж колишніх Орільської, Протовчанської та Кодацької паланок, вказують близькість до міста Дніпра (на гербі якого такі ж зірки) та характеризують об'єднану громаду, до складу якої входять три населені пункти. Хвиляста основа підкреслює розташування поселення біля річки Дніпра. Зелене поле символізує щедру природу, Дніпровсько-Орільський природний заповідник. Дубова та ялинова гілки символізують багатство місцевої флори, міцність і силу.

## Населення

### Мова
Розподіл населення за рідною мовою за даними перепису 2001 року:
| Мова            | Кількість | Відсоток |
| --------------- | --------- | -------- |
| українська      | 7730      | 93.52%   |
| російська       | 455       | 5.51%    |
| ромська         | 31        | 0.38%    |
| білоруська      | 16        | 0.19%    |
| вірменська      | 6         | 0.07%    |
| румунська       | 4         | 0.05%    |
| німецька        | 1         | 0.01%    |
| інші/не вказали | 23        | 0.27%    |
| Усього          | 8266      | 100%     |

## Транспорт
Через селище проходять автомобільні дороги Т 0404 і Н31.
Обухівка сполучена приміським транспортом (маршрутками) з Дніпром.

## Пам'ятки
- Храм на честь Воздвиження Чесного і Животворящого Хреста Господнього
- Поблизу Обухівки наявний регіональний ландшафтний парк Дніпровські ліси.

## Відомі люди
Уродженці села:
- Варфоломєєв Володимир Олександрович (1984—2014) — старший солдат Збройних сил України, учасник російсько-української війни.
- Лисенко Олег Ігорович (1989—2016) — молодший сержант Збройних сил України, учасник російсько-української війни.

## Галерея

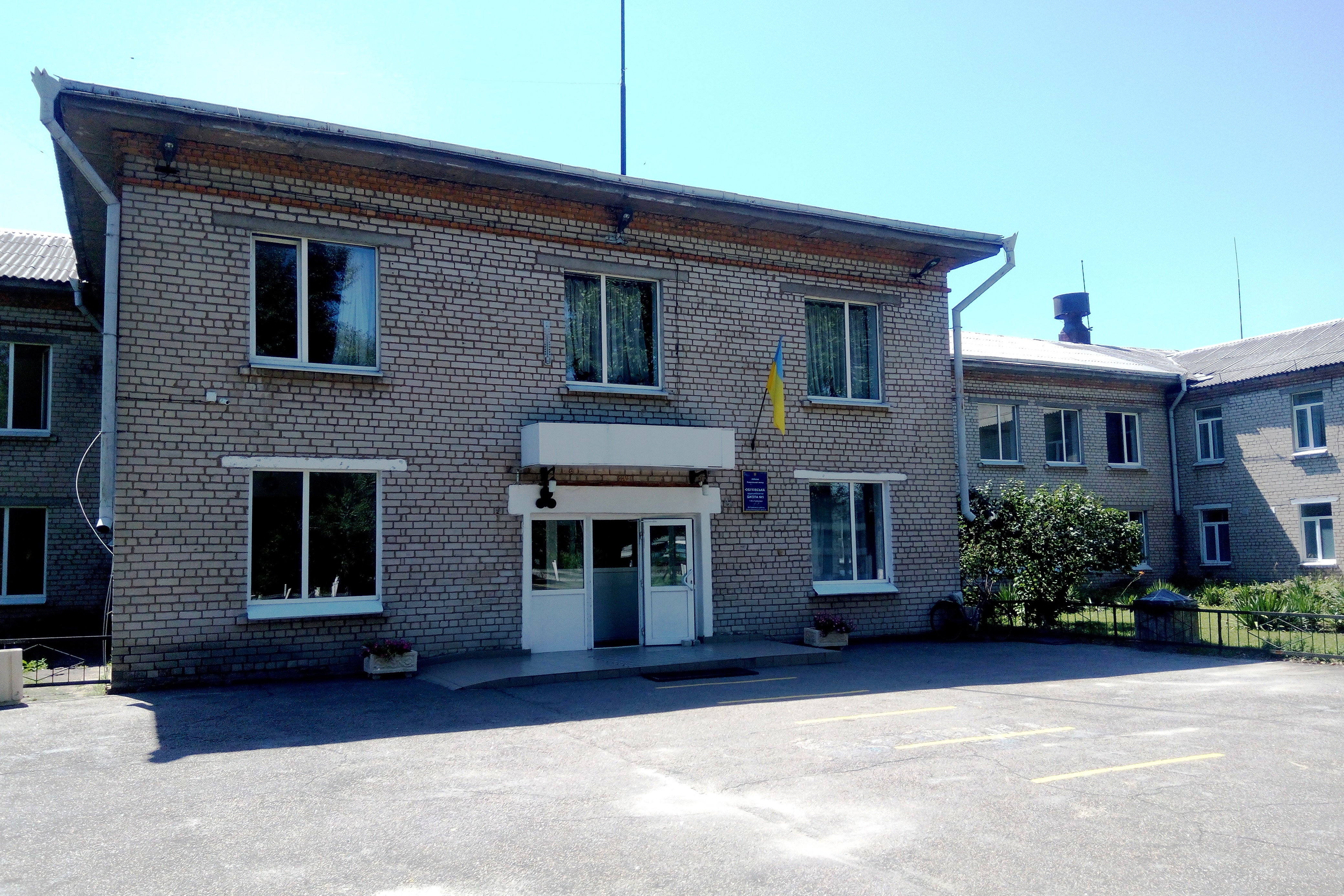
Середня загальноосвітня школа № 1
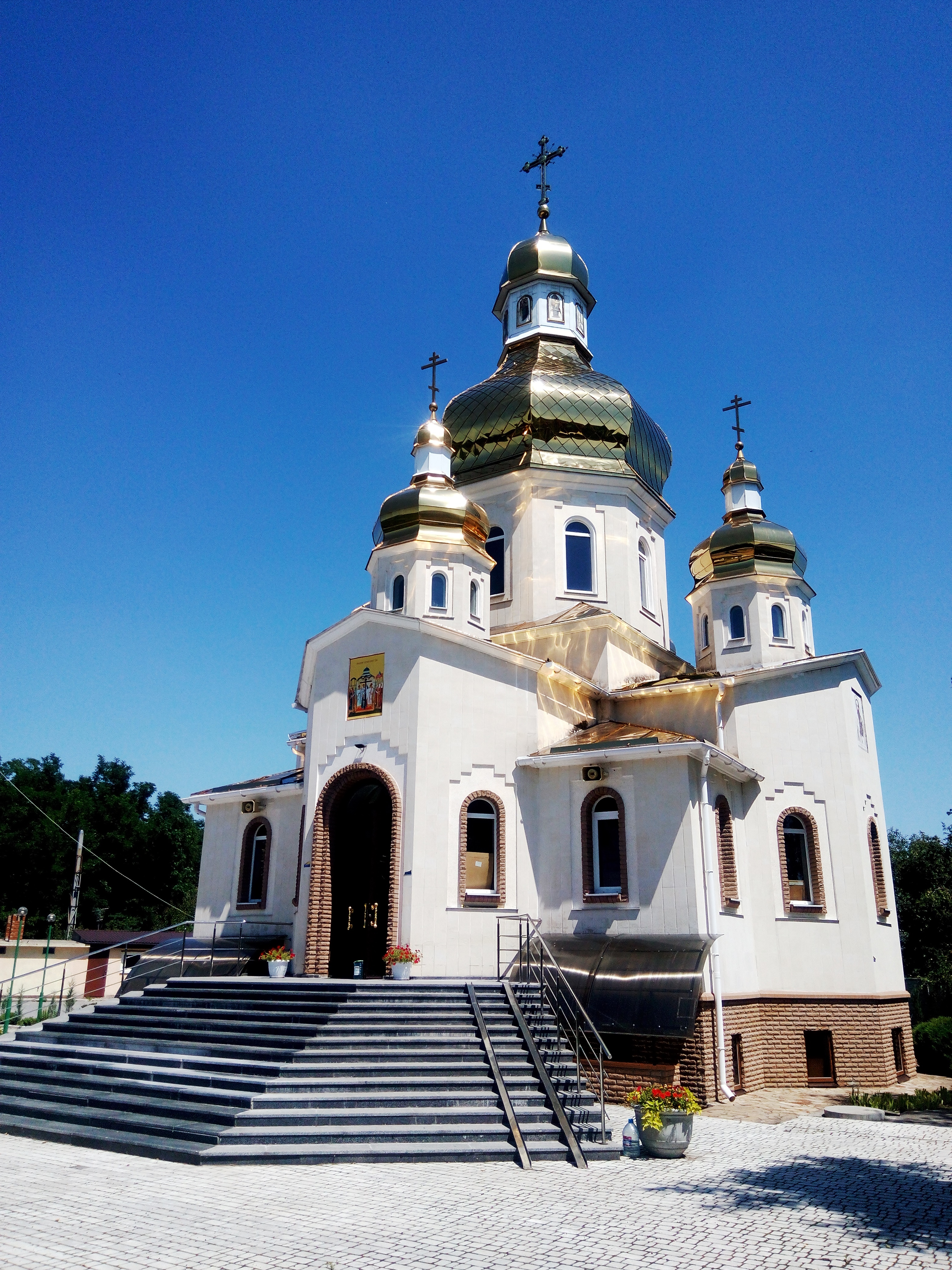
Храм Воздвиження Чесного і Животворящого Хреста Господнього
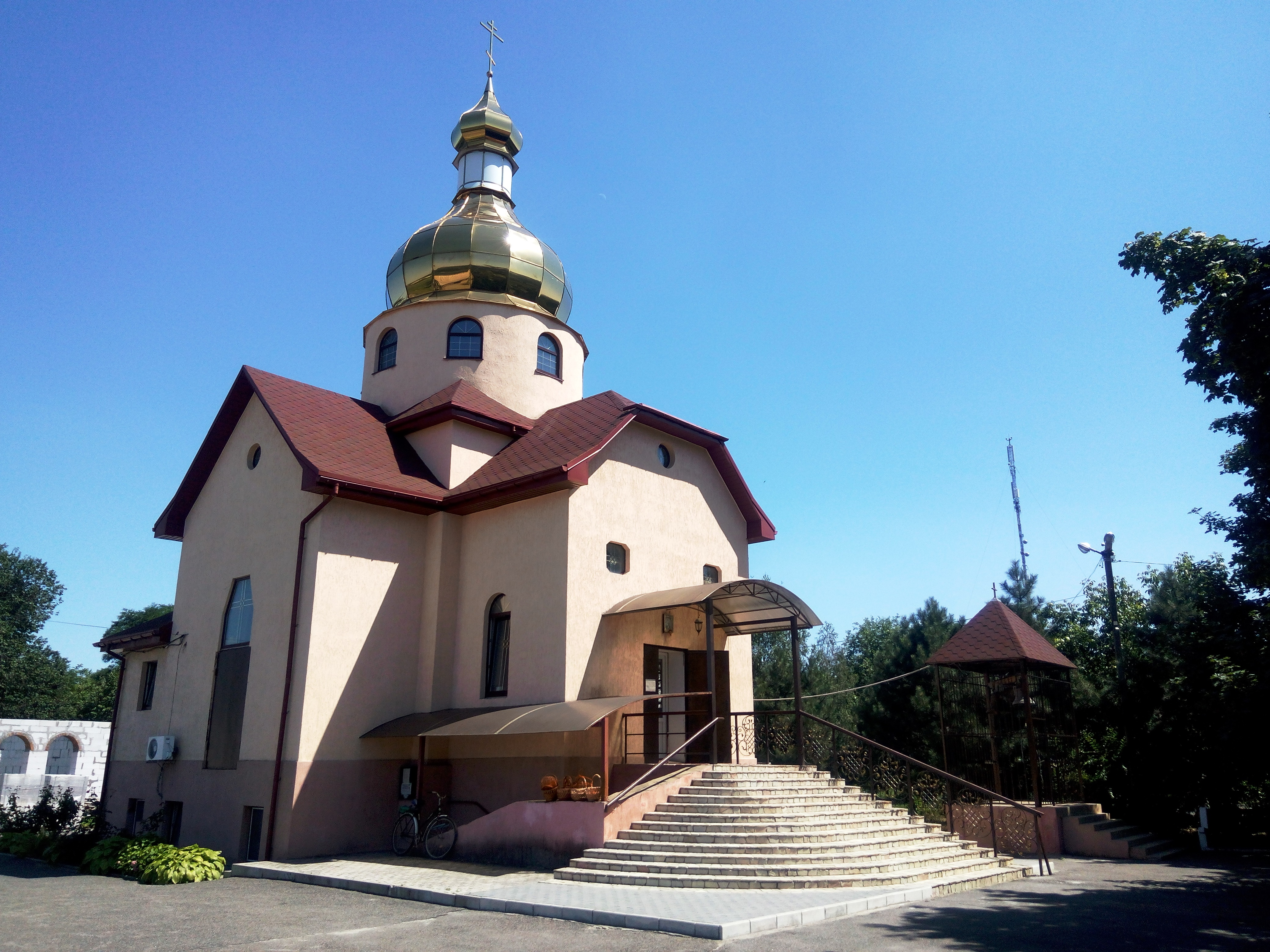
Храм Святих мучениць Віри, Надії, Любові та матері їх Софії
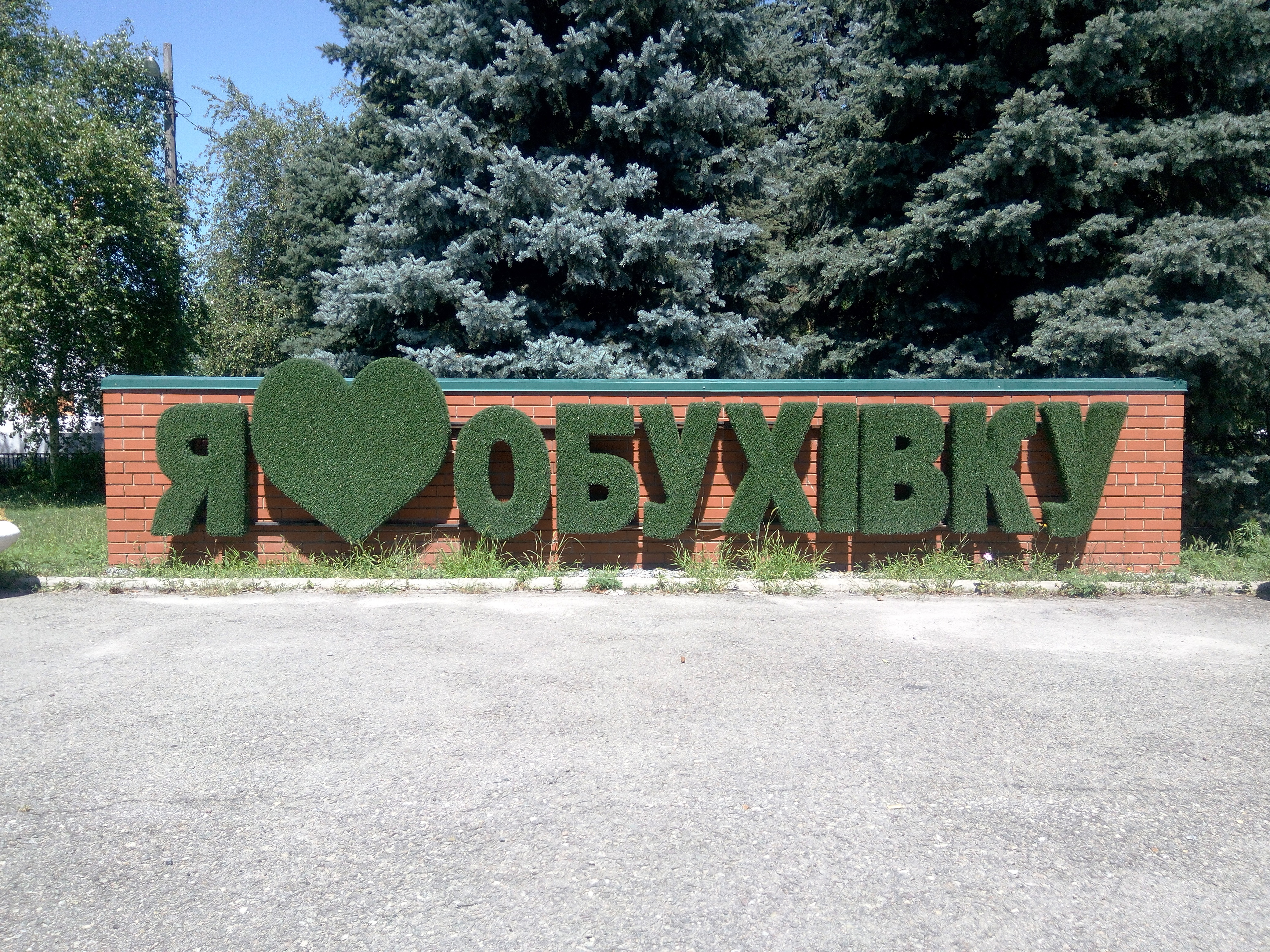
Арт-об'єкт "Я кохаю Обухівку"
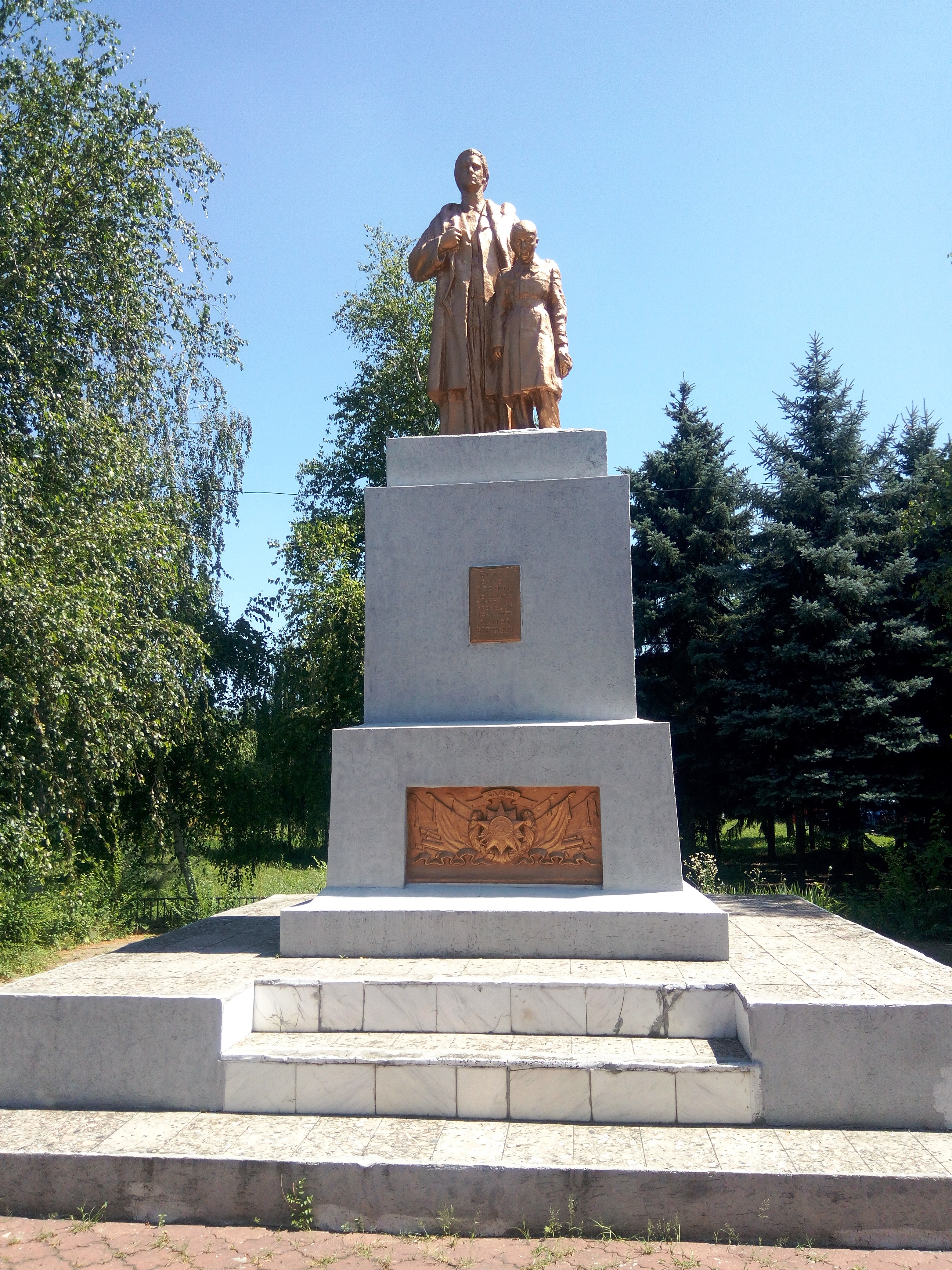
Військовий меморіал загиблим землякам в роки Другої світової війни
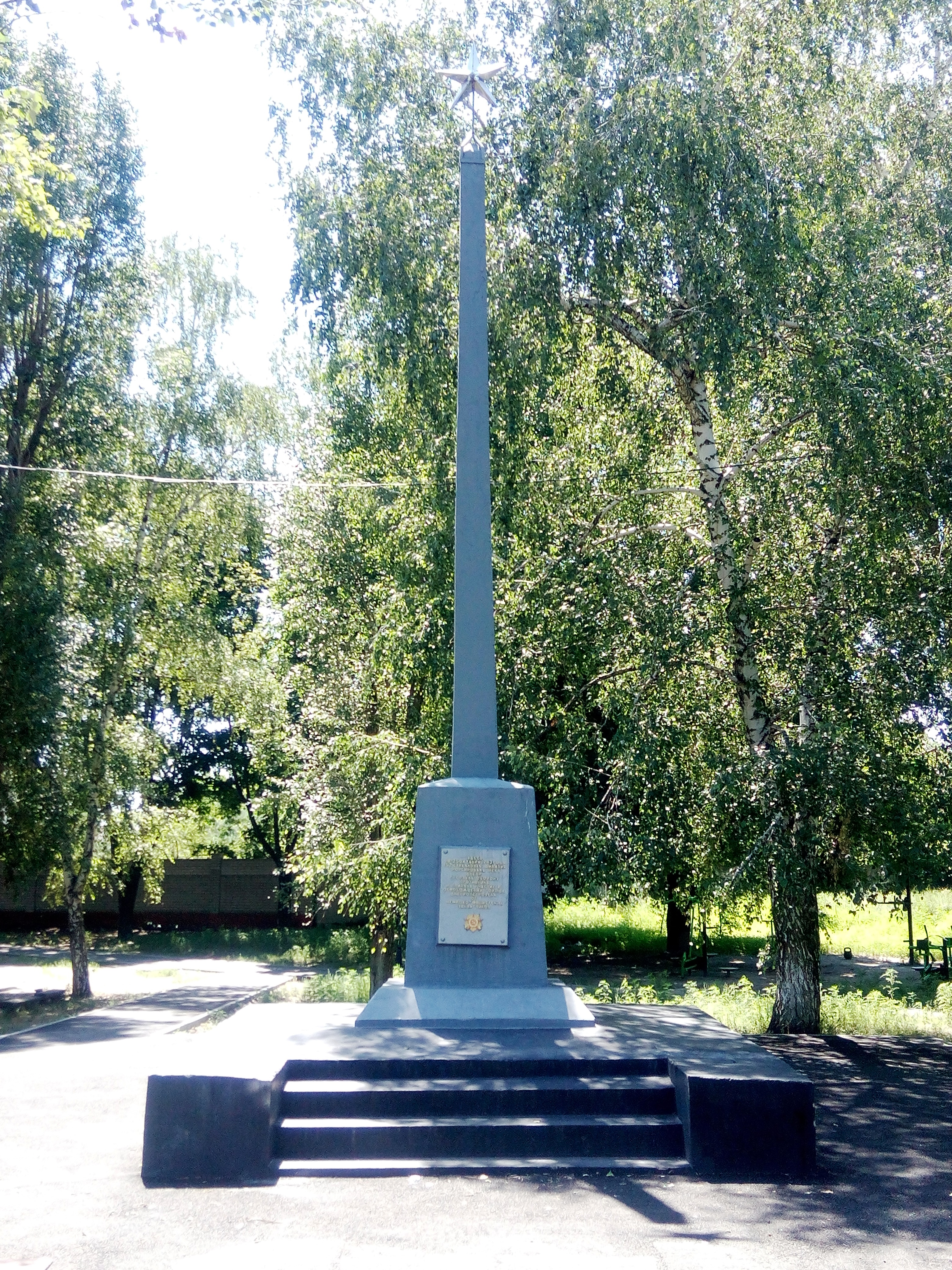
Монумент воїнам-визволителям, які форсували Дніпро в жовтні 1943 р.
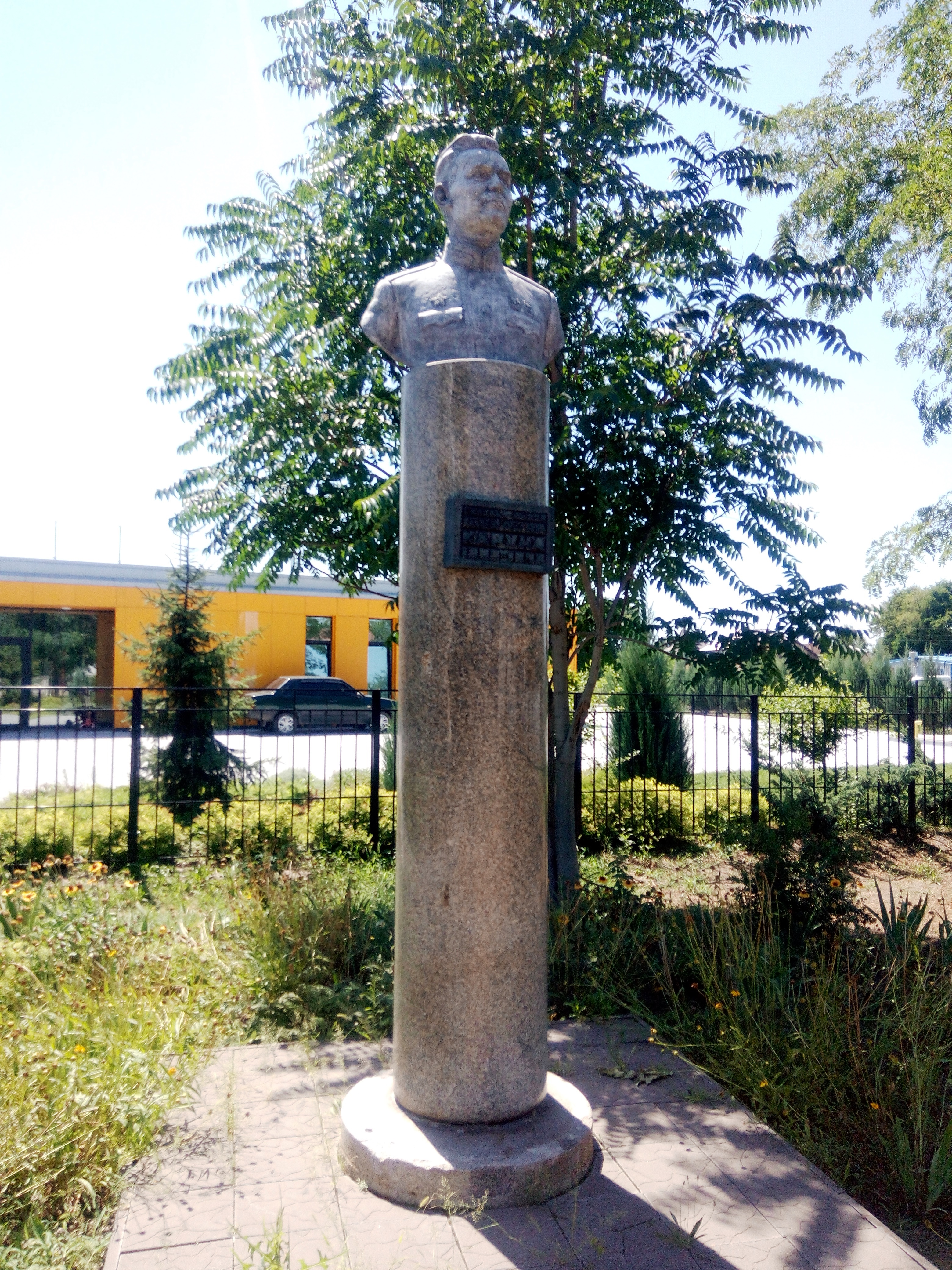
Погруддя Каруни В.П. на території середньої школи № 2
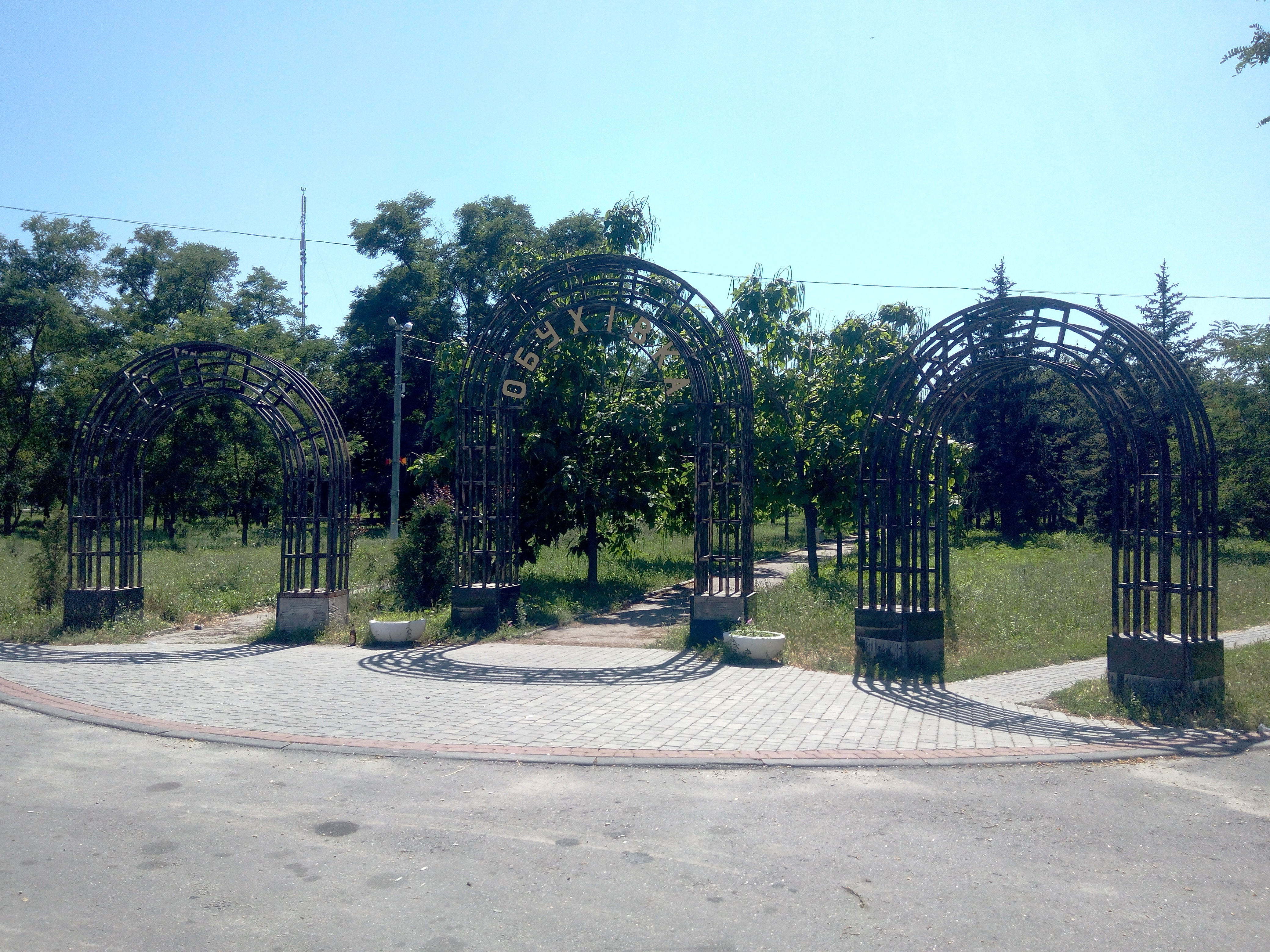
Головний вхід до Центрального парку
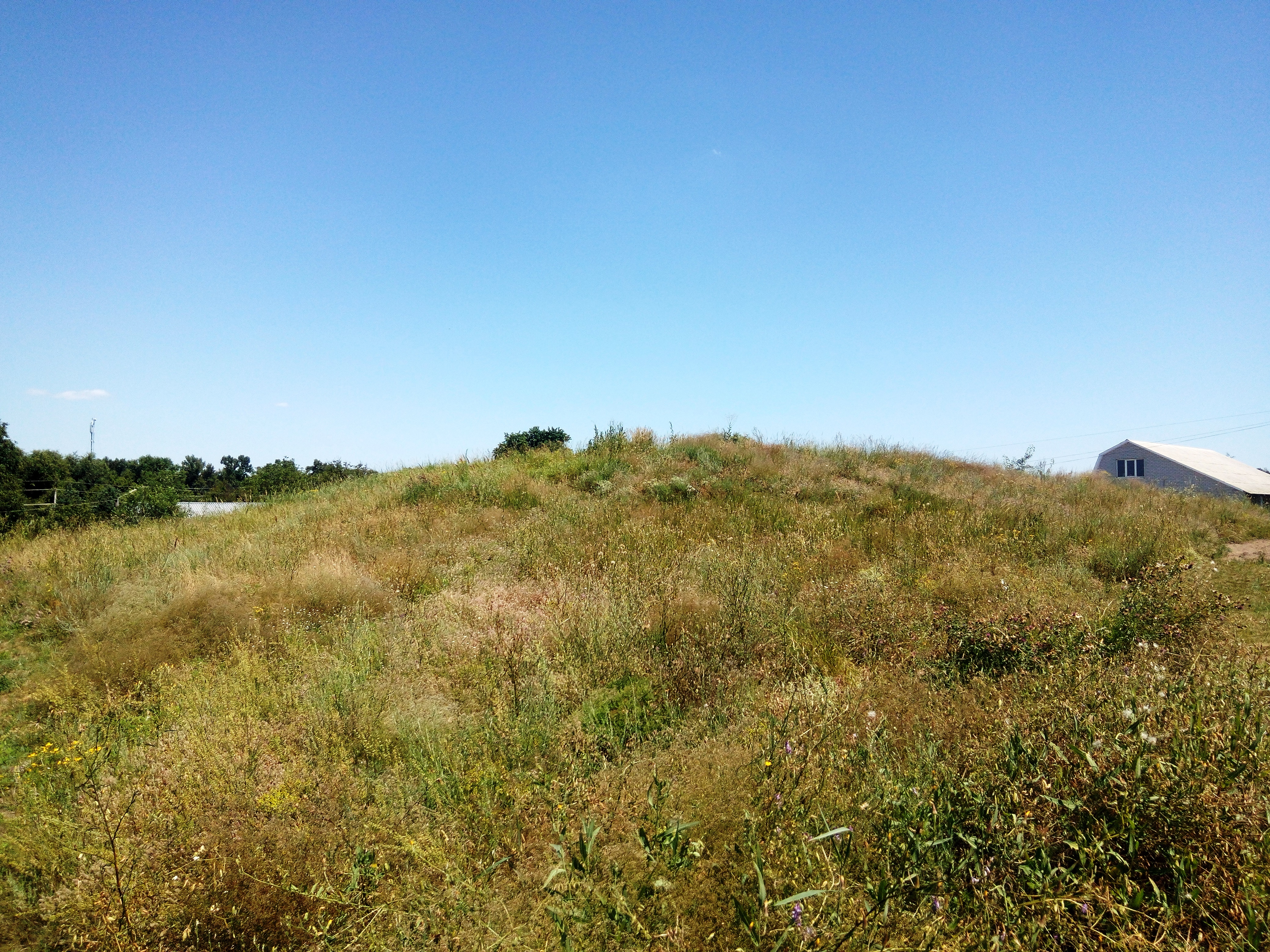
Курган Гетьманський
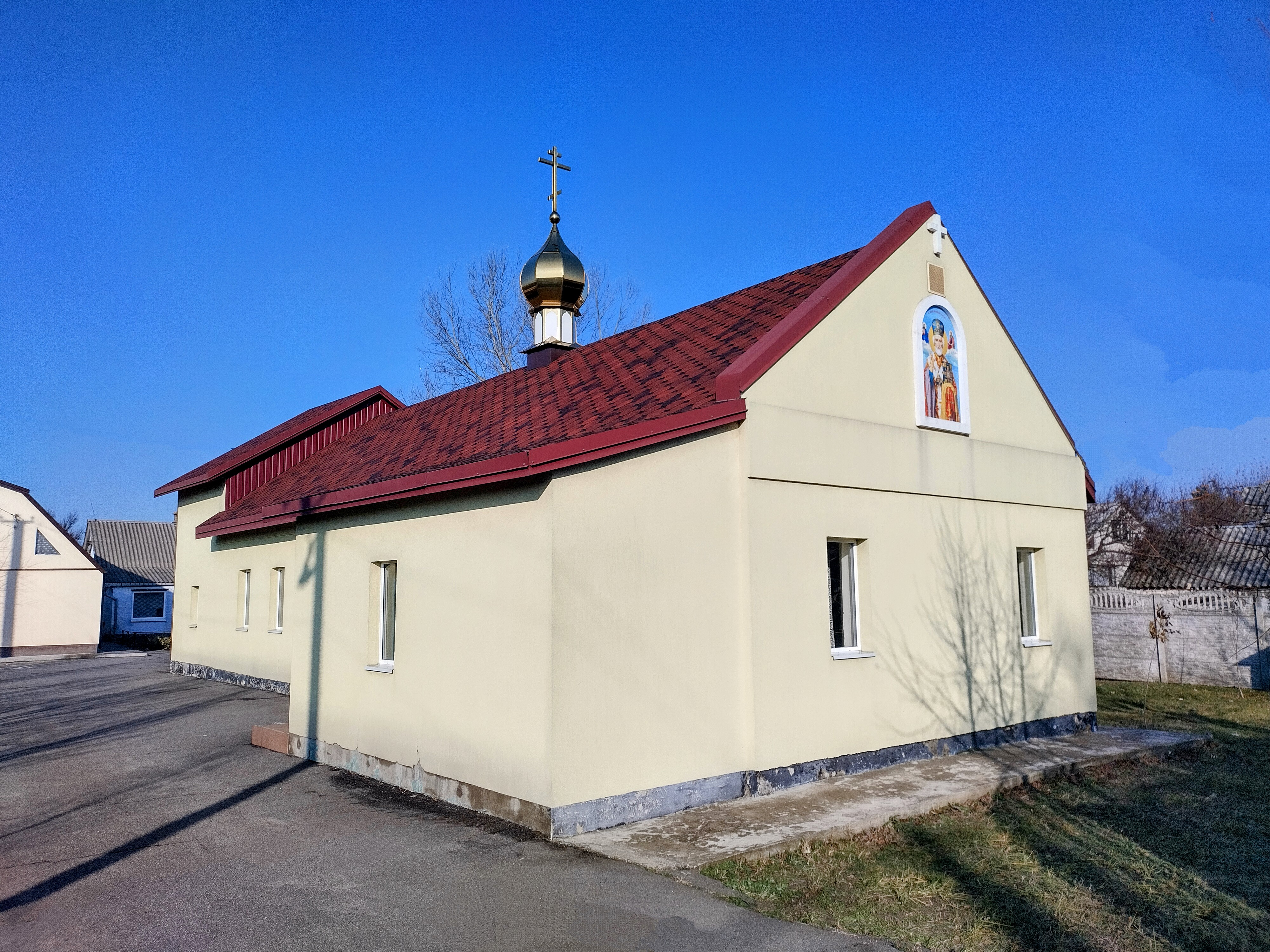
Свято-Миколаївський храм